# Scott Robertson (calciatore)
Scott Robertson (Dundee, 7 aprile 1985) è un ex calciatore scozzese, di ruolo centrocampista.

## Carriera

### Club
Ha giocato nella prima divisione scozzese ed in quella rumena.

### Nazionale
Tra il 2008 ed il 2010 ha giocato 2 partite con la nazionale scozzese.

## Palmarès
- Coppa di Scozia: 1

Dundee United: 2009-2010